# 卢浮堂
卢浮堂（Temple Protestant de l'Oratoire du Louvre或Eglise Réformée de l'Oratoire du Louvre）是法国巴黎一座古老的新教教堂，位于巴黎第一区圣奥诺雷街145号、里沃利街160号，卢浮宫街对面。
该堂由皮埃尔·德·貝呂尔（Pierre de Bérulle）创建于1611年，作为司鐸祈禱會（Oratory of Saint Philip Neri）的法国分会。1623年12月23日，路易十三将其作为卢浮宫的皇家礼拜堂，路易和黎塞留枢机的葬礼都在此举行。建堂工程于1625年停止，1740年恢复，于1745年完成。
该堂在1792年法国大革命期间被取缔、洗劫。1811年，拿破仑将该堂交给新教的卢浮圣路易堂，后者因为卢浮宫扩建而被拆除。1889年，里沃利街一侧树立了16世纪胡格諾派领袖加斯帕尔·德科利尼将军雕像。该堂仍是巴黎最重要的归正会教堂之一，以自由派神学著称。最近的地铁站是卢浮-里沃利站。 

内部
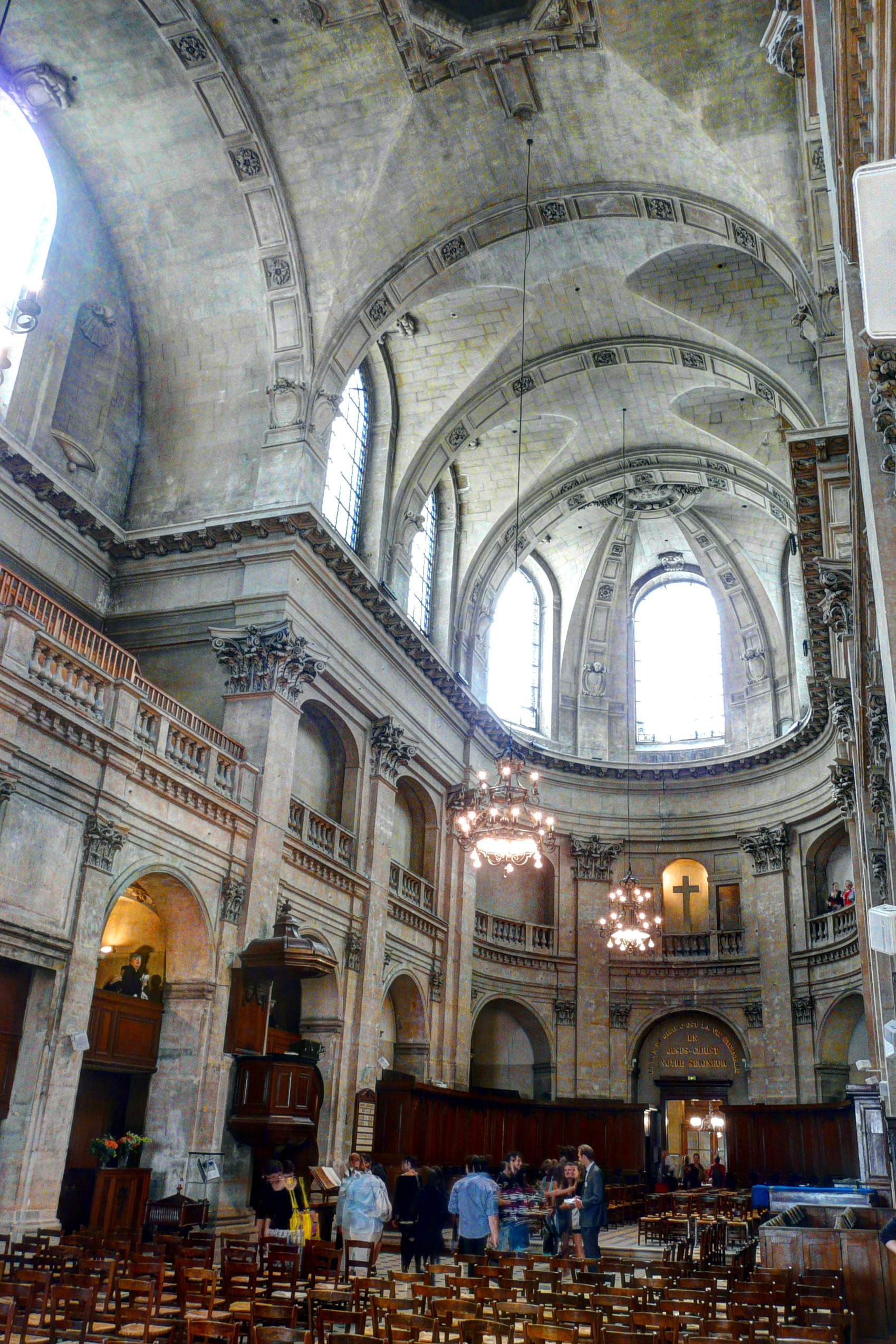
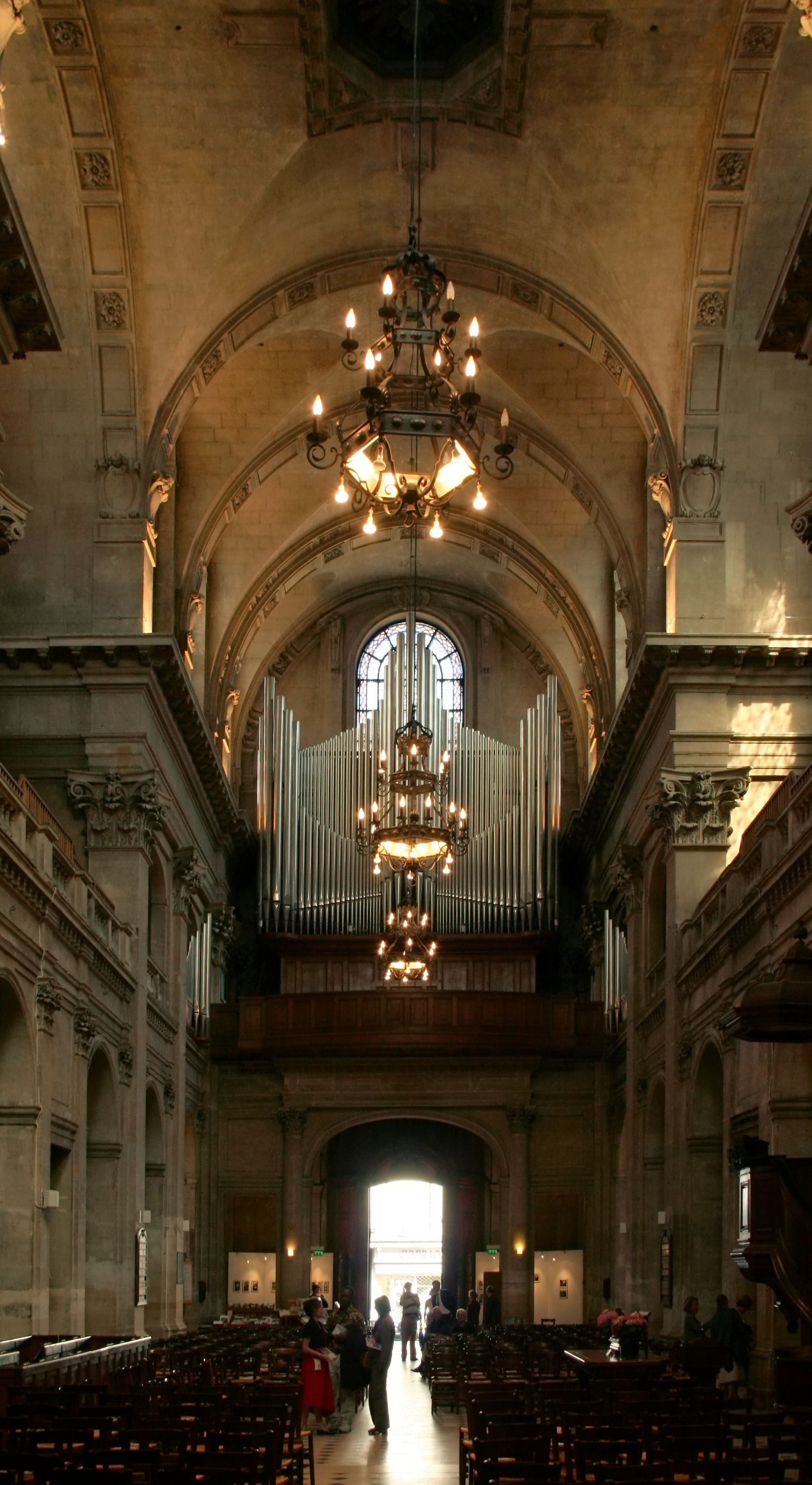
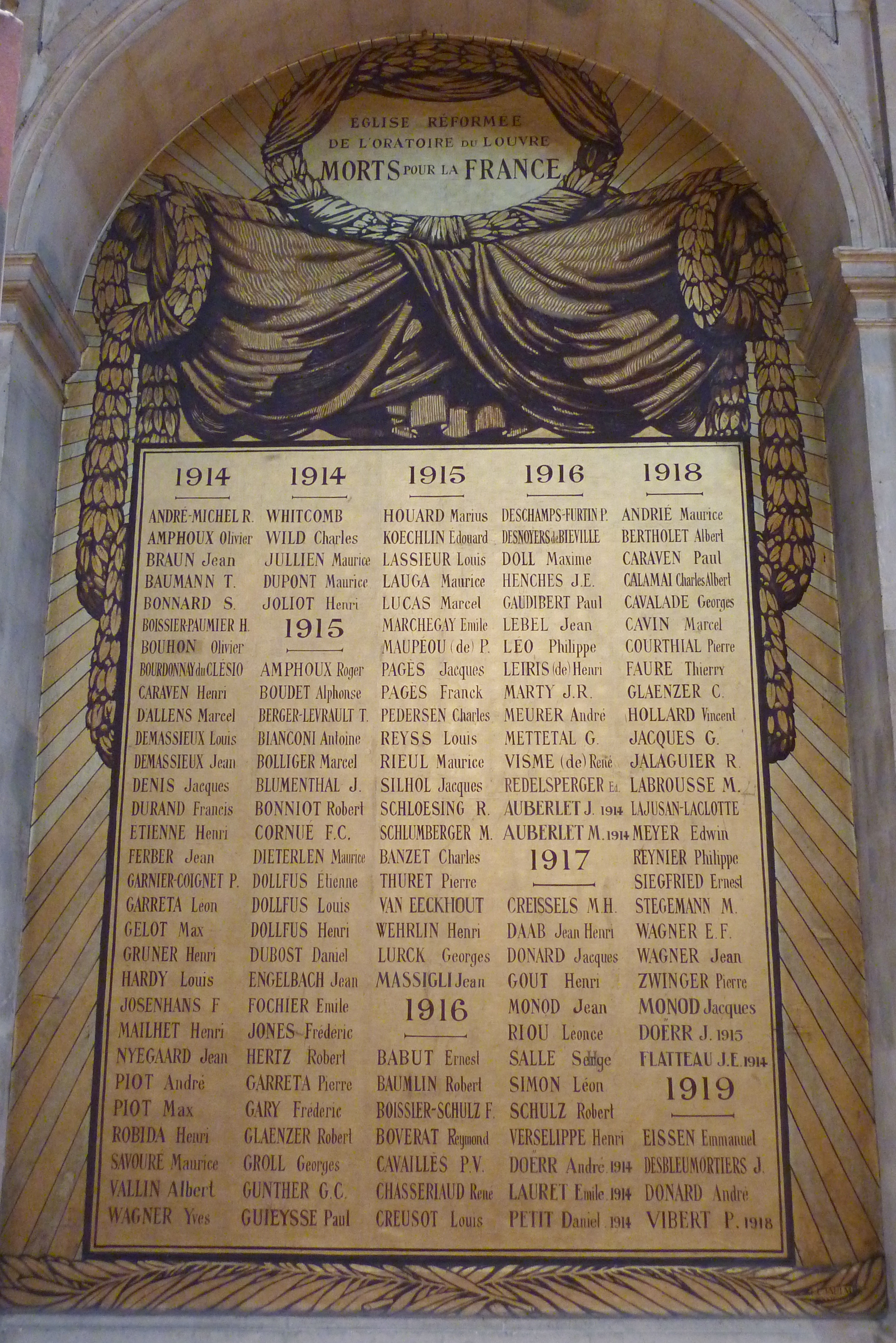
第一次世界大战阵亡教友纪念碑
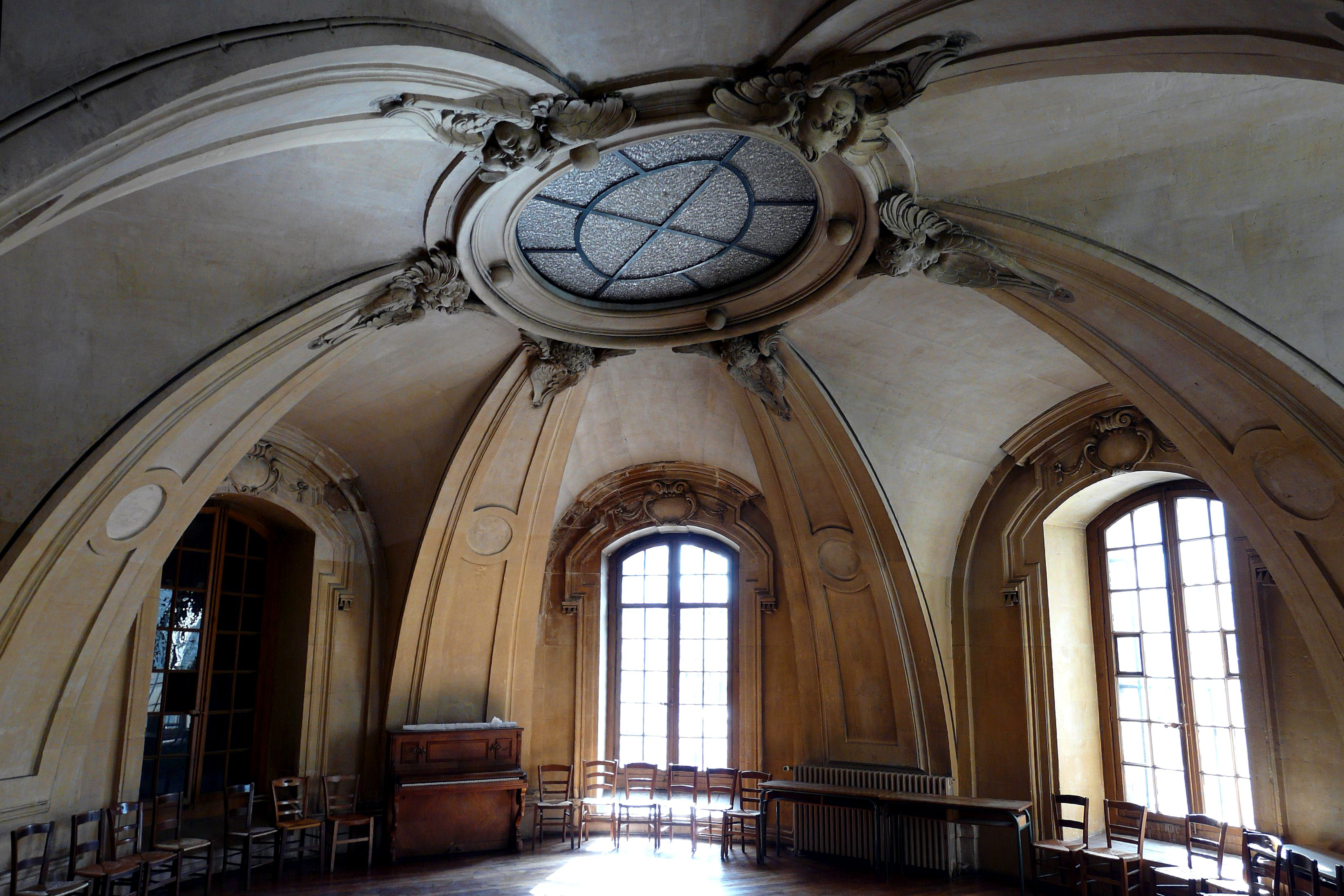
上层，巴黎美国教堂和苏格兰教堂曾设此
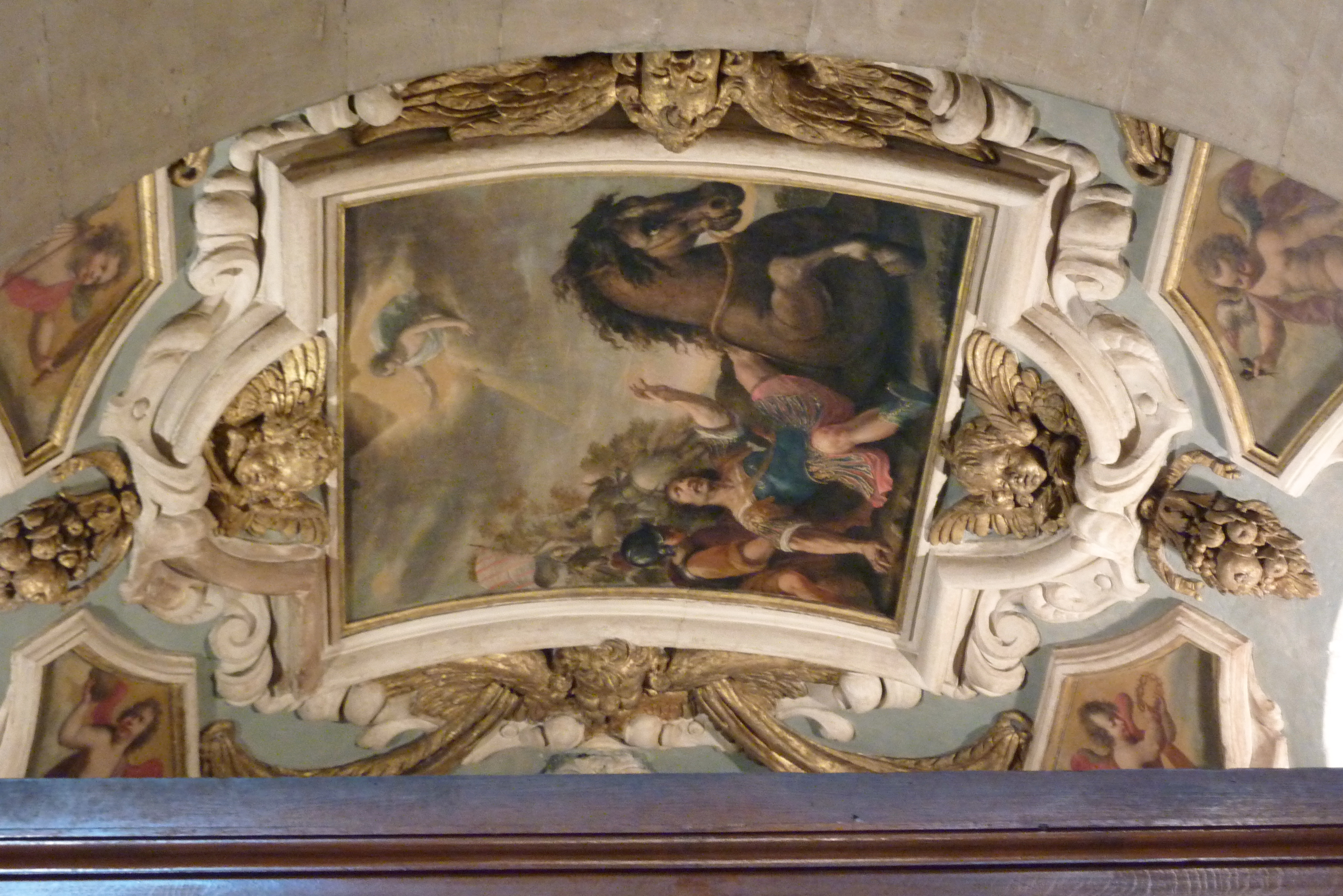
法国大革命幸存的装饰

外部
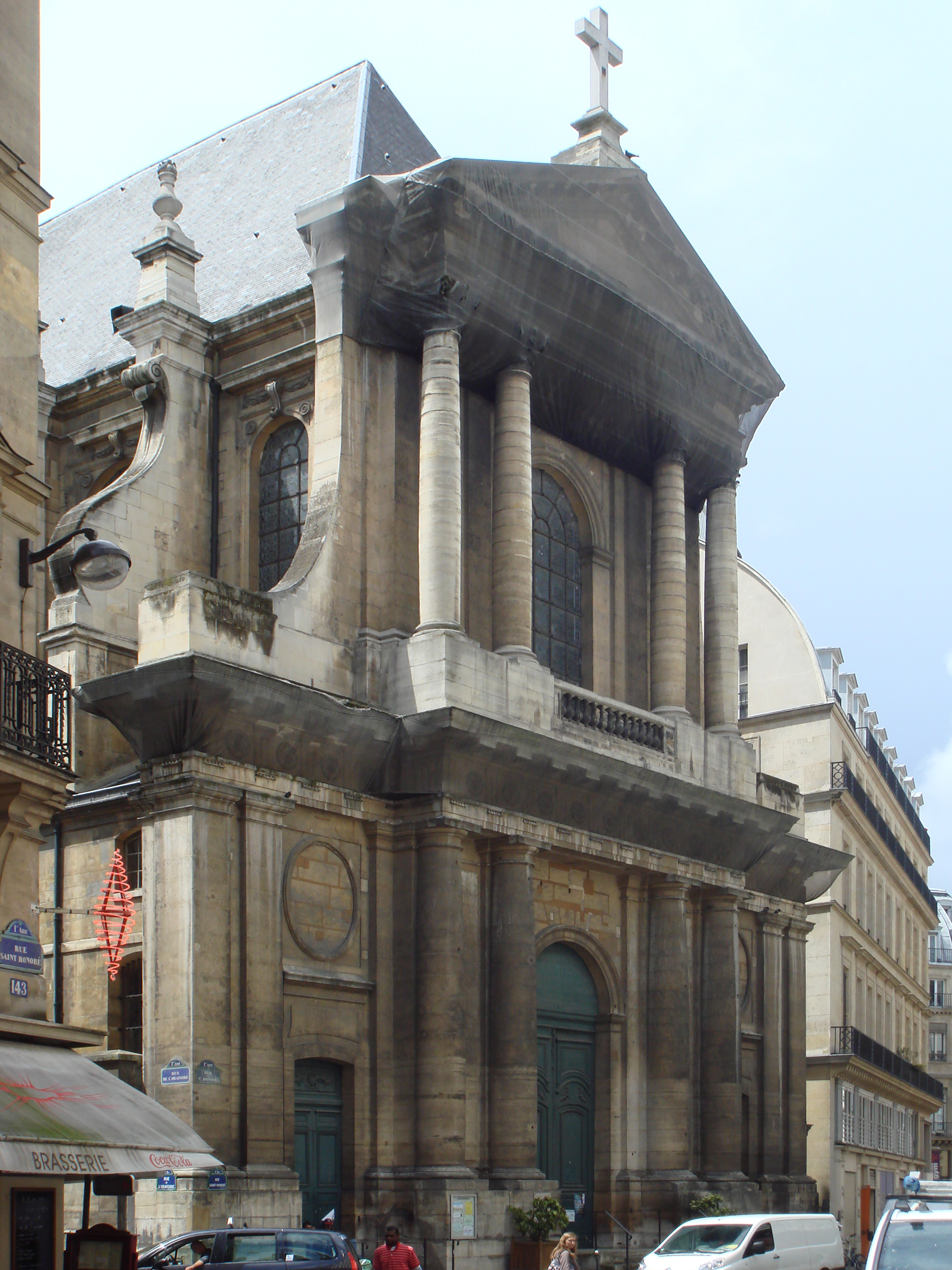
圣奥诺雷街立面
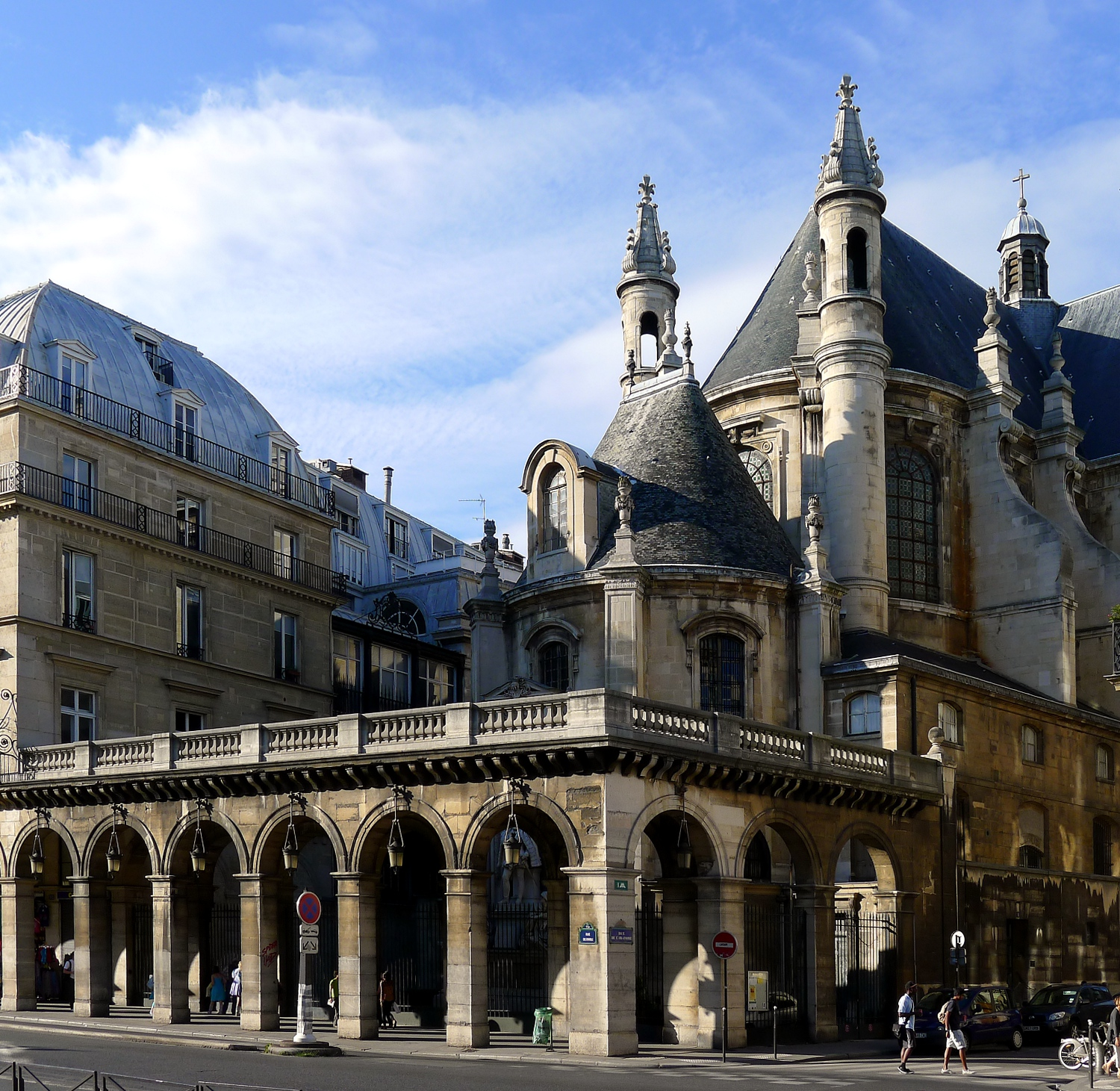
从里沃利街看教堂
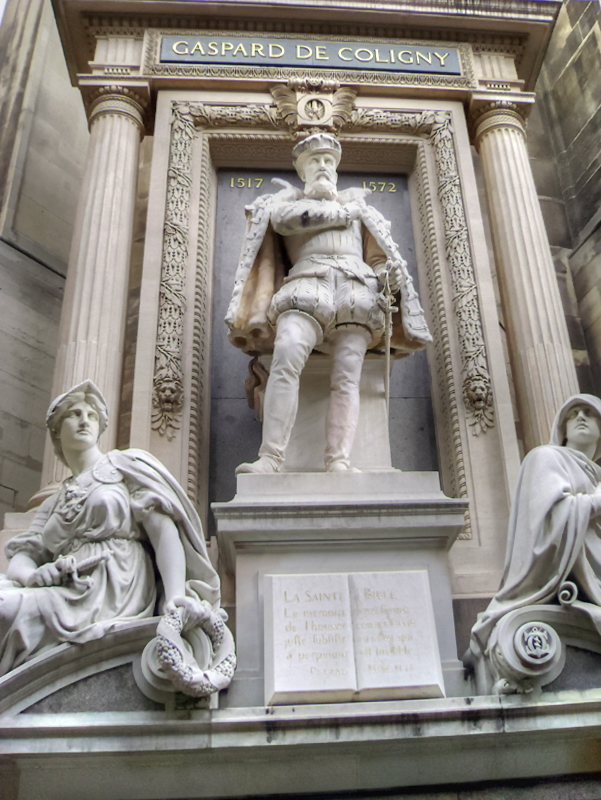
加斯帕尔·德科利尼雕像